# 浜松市美術館
浜松市美術館（はままつしびじゅつかん。Hamamatsu Municipal Museum of Art）は、静岡県浜松市にある市立美術館である。

## 概要
1971年7月、市制60周年を記念して、浜松城内公園の一角に開館した。所在地は、浜松市中央区松城町100-1。二階建て、展示室は1階と2階に各1室の計2室のみである。郷土ゆかりの作家（曾宮一念、北川民次、秋野不矩など）を中心とした近現代の洋画・日本画のコレクション、ガラス絵（内田コレクション）や大津絵、泥絵、浮世絵などの民画、中国や朝鮮の陶磁器・金銅仏・石仏などがある。

## 主な収蔵品

### 洋画
- オディロン・ルドン - 「マドンナ」
- 岸田劉生 - 「赤土と草」1915
- 小出楢重 - 「裸女立像」1921
- 北川民次 - 「インディオの姉弟」1933
- 曾宮一念 - 「裏磐梯の秋」1941
- 中村宏 - 「島」1956

など

### 日本画
- 「阿弥陀図」室町時代
- 渡辺崋山 - 「三十六歌仙」1816
- 福田半香 - 「春景山水図」1845
- 伊藤深水 - 「老松図」1932
- 川﨑小虎 - 「歌垣」1912
- 野島青茲 - 「網」1963

など

### 指定文化財
- 「刺繍不動明王二童子像掛幅」（重要文化財） 鎌倉時代[3]

## アクセス
- 浜松駅から北西方向で、徒歩12分程度
- 遠鉄バスバスターミナル1・2（0佐鳴台団地行を除く）・15・16番のりば「美術館」停留所下車すぐ。浜松駅から同停留所までの所要時間は約8分である。